# Архангельское (Рязанская область)
Архангельское — село в Милославском районе Рязанской области России, входит в состав Кочуровского сельского поселения. Малая родина Героя Советского Союза Ф. П. Ерзикова.

## География
Село расположено в центральной части Русской равнины, в пределах Среднерусской возвышенности и Окско-Донской равнины, в южной природно-экономической зоне Рязанской области, по берегу реки Кочуровка.
Уличная сеть
В селе четыре улицы: Садовая, имени Ерзикова, Луговая и Церковная.
Географическое положение
Село находится примерно в 600 метрах от деревни Ермоловка (прежнее название — Григорьевское, Голицынские выселки), в 1 км от деревни Ивановщина в 6 км на восток от административного центра сельского поселения села Кочуры и в 22 км на юго-запад от районного центра поселка Милославское.

## История
Кочуровское Городище, Архангельское, Голицыно тож, в качестве деревни принадлежало к приходу села Кочуры, в 1695 году отделилось от старого прихода потому что в этом году в нём построена была отдельная церковь Архангела Михаила. Построение вместо деревянной каменной Архангельской церкви в селе начато было кн. Михаилом Петровичем Голицыным по храмозданной грамоте преосвящ. Палладия, данной 13 апреля 1777 года. Согласно прошению кн. Александра Михайловича Голицына храмосвятная грамота выдана 16 сентября 1790 года. В апреле 1811 года причт и прихожане Архангельской церкви испрашивали у епарх. начальства дозволение покрыть церковь вместо теса железом.
Князья Голицыны обрели Архангельское благодаря женитьбе князя Дмитрия Михайловича Голицына на Анне Яковлевне Одоевской, наследнице прежних владельцев. Первое упоминание села как их вотчины относится к 1703 году, но как долго к этому времени оно им принадлежало, неизвестно. Последний владелец Архангельского из рода Одоевских, князь Яков Никитич, не имел мужского потомства. Он отдал село М. Я. Черкасскому в приданое за своей дочерью Марфой Яковлевной. После её смерти в 1699 году согласно тогдашним законам имение могло быть возвращено в род Одоевских и оказалось в собственности родной сестры Марфы Черкасской, Анны Яковлевны и её мужа, Дмитрия Михайловича Голицына. Таким образом, в интервале между 1699 и 1703 годами Архангельское перешло к Голицыным и оставалось у них вплоть до 1810 года.
В XIX — начале XX века село входило в состав Кочуровской волости Данковского уезда Рязанской губернии. В 1906 году в селе было 72 дворов.
С 1929 года село являлась центром Архангельского сельсовета Милославского района Рязанского округа Московской области, с 1937 года — в составе Рязанской области, с 2005 года — в составе Кочуровского сельского поселения.

## Население
| 1859 | 1897 | 1906 | 2010 |
| ---- | ---- | ---- | ---- |
| 591  | ↘515 | ↗552 | ↘266 |

## Известные уроженцы, жители
2 июня 1918 года в селе Архангельское родился Фёдор Петрович Ерзиков (1918—1944) — старший лейтенант Рабоче-крестьянской Красной армии, Герой Советского Союза (1945).

## Инфраструктура
В селе имеются филиал МОУ «Кочуровская школа» «Архангельская школа» (имеющая боле столетнюю историю), фельдшерско-акушерский пункт.

## Достопримечательности
В селе расположена недействующая Церковь Михаила Архангела (1790).

## Транспорт
Село доступно автомобильным транспортом.
От автодороги «Милославское — Кочуры — Воейково» идёт подъездная дорога «Архангельское — граница района» (идентификационный номер 61 ОП РЗ 61К-025) протяжённостью 4,7 километра. Участок дороги в селе имеет центральное значение и собственное именование: улица имени Ерзикова.